# 박조호
박조호(본명: 박지훈, 1969년 2월 26일 ~ )는 대한민국의 아마추어 성우이다. MBC 12기로 1994년에 입사했다. 문화방송 전속 성우를 거친 뒤 프리랜서로 활동하였으나, 2005년 후배 상습 폭행 사건을 저질러 문화방송 성우극회 및 한국성우협회에서 처벌받지 않고 제명되었다. 성우 박춘일과 박일이 그의 아버지와 외삼촌이다.

## 출연 작품

### 애니메이션
- DC 리그 오브 슈퍼-펫 - 렉스 루터
- 닥터 슬럼프(MBC) - 슬럼프 박사
- 포켓몬스터AG(SBS) - 나옹
- 정글 모험왕(KBS)
- 파워 퍼프 걸(투니버스) - 유토늄 박사
- 이크는 멋쟁이(MBC)
- 로빈 후드(VIDEO) - 알란(닭)
- 빅토리 구슬동자(SBS) - 그레이봉 박사 / 데블스링거
- 사랑의 천사 웨딩피치(SBS) - 페트라(부르스 선생)
- 포트리스(SBS) - 아스타시오
- 출동! 로봇V(MBC)
- 꼬마탐정 브루노(MBC) - 얄스버그
- 곰돌이 푸(KBS)
- 바이오니클 - 타후
- 드래곤볼Z(SBS) - 피콜로
- 은하영웅 사이버트론(SBS) - 짐
- 그린나이츠(KBS)
- 원더풀 데이즈(KBS) - 죠
- 이집트 왕자(SBS) - 람세스
- 녹색나라 삐삐의 모험(MBC)
- 쾌걸 근육맨 2세(투니버스) - 근육스프
- 슬램덩크(SBS) - 이용팔 / 안선생 / 해남감독 / 지학감독
- 유모는 미이라(어린이TV) - 우크
- 백수왕 고라이온(어린이TV) - 다이바자르(자르콘,자칸)
- 바람의 검심 (애니원,애니박스) - '검은 삿갓' 우도 진에 / 베시미 / 라이 외
- 지구 소녀 아르주나(애니원) - 사령관 / 노인
- 무한의 리바이어스(애니원) - 블루
- 선녀전설 세레스(애니원) - 할아버지 / 카마라 / 소매치기범 / 승용차 운전자 / 벨몬드 가의 경호원4
- 환상마전 최유기(애니원) - 독각시 / 계류
- 반드레드(챔프)
- 쥬라기 원시전(MBC) - 페록스
- 레드바론(MBC) - 스핑크
- 강아지천사 찰리(MBC) - 찰리
- 틴틴의 대모험(MBC) - 톰슨 형사(동생)
- 낚시왕 강바다(MBC) - 할아버지
- 뽀빠이의 모험(챔프) - 파피
- 공각기동대 - Stand alone complex(애니원)
- 사이버시티 오에도 808(투니버스) - 고글
- 트라이건(VIDEO)
- 누들누드 - 관리자 B / 나레이션(숲 속에서) / 호랑이
- 체포하겠어(투니버스) - 마형사 / 스트라이크맨 / 스쿠터 아줌마 / 태환
- 올림포스 가디언(SBS) - 벨레로폰
- 멜티랜서(투니버스) - 콜린스
- 신혼합체 고단나(MBC 무비스) - 고우
- 개미(MBC) - Z
- 알라딘과 도적의 왕(KBS) - 카심
- 용하다 용해, 무대리(VIDEO) - 마순신 부장
- 센과 치히로의 행방불명 - 아빠
- 꼬마산타 니콜라스 - 산타
- 니코: 산타비행단의 모험 - 토비어스
- 벅스 라이프 - 호퍼 (대장 메뚜기)
- 주먹왕 랄프(MOVIE) - 켄 / 클라이드 / 칼훈 병장의 전 남편
- 리틀 프린세스 소피아 - 롤란드 왕
- 몬스터 대학교(MOVIE) - 자니 워딩튼
- 아틀란티스: 잃어버린 제국 - 루크
- 천방지축 덩크슛(SBS)
- 그리스 로마 신화 전설의 수호자들(EBS) - 헤라클레스
- 뚱보기사 보리와 모리(EBS) - 모리
- 마이너리그(EBS) - 에벳 마이너
- 미운오리 새끼 페오(EBS) - 아폴로
- 세계명작동화(EBS) - '꼬마 토끼 레지의 숲 속 탐험'편 레지 / '구두장이 한스와 요정 친구들'편 한스
- 야채극장 베지테일(EBS) - 클로드
- 올란도 영웅전(EBS) - 헤라클레스
- 왁자지껄 오리마을(EBS) - 알도
- 워터십 다운의 토끼들(EBS) - 빅윅
- 이누크(EBS) - 키믹 / 툭
- 코끼리 친구 벤자민(EBS) - 벤자민
- 리틀 프린세스 소피아: 엘레나와 비밀의 아발로 왕국 - 롤랜드
- 호튼 - 까마귀
- 신암행어사
- 레전드 오브 래빗

### 영화
- 더 록(SBS) - 갓스피드(니컬러스 케이지)
- 신투첩영(MBC, SBS) - 캐시(진소춘)
- 퐁네프의 연인들(SBS) - 알렉스(드니 라방)
- 대부(SBS) - 마이클 콜레오네(알 파치노)
  - 대부2(SBS) - 마이클 콜레오네(알 파치노)
  - 대부3(SBS) - 마이클 콜레오네(알 파치노)
- 세인트(SBS) - 사이먼 템플러(발 킬머)
- 무서운 영화(SBS) - 바비(존 에이브러햄스)
- 용가리 - 퍼드(브래드 서지)
- 리플리(SBS) - 프레디(필립 시모어 호프먼)
- 신 영웅본색(SBS) - 대하(유청운)
- 해리포터와 아즈카반의 죄수(SBS) - 스네이프(앨런 릭먼)
  - 해리포터와 불의 잔(SBS) - 스네이프(앨런 릭먼)
- 턱시도(SBS) - 베닝(리치 코스트너) / 박물관 주인(콜린 모크리)
- 성룡의 CIA(SBS) - 모건(론 스머자크)
- 아메리칸 뷰티(SBS) - 레스터(케빈 스페이시)
- 비치(SBS) - 대피(로버트 칼라일)
- 콘 에어(SBS) - 캐머런 포(니컬러스 케이지)
- 영웅(SBS) - 잔검(양조위)
- 용재변연(SBS) - 왕지성(고천락)
- 와일드 와일드 웨스트(SBS) - 리브리스(케네스 브래너)
- 마이너리티 리포트(SBS) - 대니 위트워(콜린 패럴)
- 키스 더 걸(SBS) - 닉 러스틴 / 카사노바(캐리 엘위스)
- 해리슨 포드의 도망자(MBC)
- 비상계엄(MBC) - 프랭크(토니 샬롭)
- 네프 므와(MBC)
- 아담스 패밀리(MBC) - 페스터(크리스토퍼 로이드)
  - 아담스 패밀리2(MBC) - 페스터(크리스토퍼 로이드)
- 프로젝트 B(MBC) - 다카미(사와다 겐야)
- 촉산전(MBC) - 백미진인(홍금보)
- 러브 오브 시베리아(MBC) - 안드레이 톨스토이(올렉 멘슈코프)
- 마르셀의 여름(MBC) - 해설
- 썬더하트(MBC)
- 007 네버 다이(MBC) - 엘리엇 카버(조나단 프라이스)
- 마스크 오브 조로(MBC)
- 리플레이스먼트 킬러(MBC)
- 장군의 딸(MBC) - 파울로 대령(클래런스 윌리엄스 3세)
- 바닐라 스카이(MBC) - 매케이프(커트 러셀)
- 이연걸의 소림오조(MBC) - 마대선
- 이연걸의 정무문(MBC)
- 롤러볼(MBC) - 리들리(LL 쿨 J)
- 하트 브레이커스(MBC) - 잭(제이슨 리)
- 닥터 두리틀(MBC) - 럭키(놈 맥도날드)
- 우나기(MBC) - 야마시타(야쿠쇼 코지)
- 세븐(MBC) - 존 도(케빈 스페이시)
- 바이센테니얼 맨(MBC) - 앤드루(로빈 윌리엄스)
- 빅 히트(MBC) - 패리스(에이버리 브룩스)
- 히 러브스 미(MBC)
- 당신이 잠든 사이에(MBC) - 잭(빌 풀먼)
- 싸늘한 여름(MBC) - 제라르(요세프 말레바)
- 에너미 앳 더 게이트(MBC) - 쾨니히 소령(에드 해리스)
- 동방불패2(MBC) - 고장풍(우영광)
- 화소도(MBC) - 쓰지에(홍금보)
- 51번째 주(MBC) - 매클로이(새뮤얼 L. 잭슨)
- 조강지처 클럽(MBC) - 브렌다 남편
- 버티칼 리미트(MBC) - 스킵(로버트 테일러)
- 굿바이 마이 프렌드(MBC) - 젠슨 박사(브루스 데이비슨)
- 영웅신탐(MBC) - 포 반장
- 친니친니(MBC) - 유영부(곽부성)
- 룰스 오브 인게이지먼트(MBC) - 칠더스(새뮤얼 L. 잭슨)
- 덴젤 워싱턴의 킬링 머신(MBC) - 시드6.7(러셀 크로)
- 비욘드 랭군(MBC) - 아웅코(U 옹 코)
- 프랑켄슈타인(MBC) - 창조자(로버트 드 니로)
- 큰 도둑 작은 도둑(MBC) - 마이어(데이비드 오든 스티어스)
- 유혹의 선(MBC) - 넬슨(키퍼 서덜랜드)
- 어싸인먼트(MBC) - 라마레즈 / 카를로스(에이든 퀸)
- 파고(MBC) - 제리 룬드가드(윌리엄 H. 메이시)
- 유주얼 서스펙트(MBC) - 로저 킨트(케빈 스페이시)
- 드라큘라(MBC) - 드라큘라(게리 올드먼)
- 아이언 마스크(MBC) - 포토스(제라르 드파르디외)
- 당신에게 일어날 수 있는 일(MBC) - 찰리 랭(니컬러스 케이지)
- 나인 야드(MBC) - 지미 튤립(브루스 윌리스)
- 탑건(MBC) - 구스(앤서니 에드워즈)
- 택시(MBC) - 경찰서장 (베르나르 파시)
- 낭만풍폭(MBC) - 홍충
- 에어 콘트롤(MBC) - 러셀(빌리 밥 손턴)
- 고질라(MBC) - 니코 타토풀러스 박사(매슈 브로더릭)
- 토머스 크라운 어페어(MBC) - 매켄 반장(데니스 리어리)
- 풍운(MBC) - 웅패(치바 신이치)
- 폴리스 스토리(MBC) - 구탐(추위안)
  - 폴리스 스토리 2(MBC) - 고요한(조사리)
  - 폴리스 스토리 3(MBC)
- 메리에겐 뭔가 특별한 것이 있다(MBC) - 테드(벤 스틸러)
- 에버 애프터(MBC) - 프랜시스 왕(티머시 웨스트)
- 씬 레드 라인(MBC) - 퀸타드(존 트라볼타), 켁 하사(우디 해럴슨), 바쉬(조지 클루니)
- 캐릭터(MBC)
- 스크림2(MBC) - 카튼(리브 슈라이버)
- 왓 위민 원트(MBC) - 닉(멜 깁슨)
- 스폰(MBC) - 어릿광대(존 레귀자모)
- 갱스 오브 뉴욕(MBC) - 붓처 빌(대니얼 데이루이스)
- 인디펜던스 데이(MBC) - 스티븐(윌 스미스)
- 미션임파서블(MBC) - 잭(에밀리오 에스테베즈) / 뉴스 아나운서
- 미션 임파서블 2(MBC) - 매클로이(브렌던 글리슨)
- 빅대디(MBC) - 거지(스티브 부세미)
- 익스트림OPS(MBC) - 마크(하이노 페르츠)
- 아스테릭스 2: 미션 클레오파트라(MBC) - 아스테릭스(크리스티앙 클라비에)
- 패밀리 맨(MBC) - 잭 캠벨(니컬러스 케이지)
- 산드라 블록의 28일 동안(MBC) - 에디(비고 모텐슨)
- 예카테리나 대제(MBC) - 베스투체프(존 리스 데이비스)
- 라이언 일병 구하기(MBC) - 호베스 중사(톰 시즈모어)
- 타이쿠스(MBC) - 제이크 로(피터 오노라티)
- 사랑의 블랙홀(MBC) - 필(빌 머리)
- 디레일드(MBC) - 장군
- 스콜피온 킹(MBC) - 마테유스(드웨인 존슨)
- 닌자 거북이2(MBC) - 라파엘로(켄 스콧)
- 미이라(MBC) - 아르데스(오데드 페르)
- 로스트 인 스페이스(MBC) - 로봇
- 보거스(MBC) - 보거스(제라르 드파르디외)
- 마우스 헌트(MBC) - 어니(네이선 레인)
- 머나먼 여정(MBC) - 챈시(마이클 J. 폭스)
- 스타 워즈 에피소드 4: 새로운 희망(MBC) - 다스베이더(제임스 얼 존스)
  - 스타 워즈 에피소드 5: 제국의 역습(MBC) - 다스베이더(제임스 얼 존스)
  - 스타 워즈 에피소드 6: 제다이의 귀환(MBC) - 다스베이더(제임스 얼 존스)
- 블레이드 2(MBC) - 위슬러(크리스 크리스토퍼슨)
- 윌로우(MBC) - 매드마티건(발 킬머)
- 본 콜렉터(MBC) - 체니 반장(마이클 루커)
- 유혹은 밤 그림자처럼(MBC) - 도리안(마이클 비치)
- 왓처(MBC) - 할리스(크리스 엘리스)
- 패스트&퓨리스(MBC) - 도미닉(빈 디젤)
- 포트리스2(MBC) - 마커스(앤서리 C. 홀)
- 질리안의 37번째 생일에(MBC) - 폴(브루스 올트먼)
- 어댑테이션(MBC) - 찰리 / 도널드(니컬러스 케이지)
- 가위손(MBC) - 빌(앨런 아킨)
- 볼링 포 콜럼바인(MBC) - 마이클 무어(마이클 무어) / 해설
- 황비홍(MBC) - 엄진동(임세관)
- 황비홍2(MBC) - 육호동(강대위)
- 지중해(MBC) - 로루소 상사(디에고 아바탄투오노)
- 클루리스(MBC) - 머리(도널드 에도선 페이슨) / 로번(제이스 알렉산더)
- 로즈 앤 그레고리(MBC)
- 긴급명령(MBC)
- 폭풍의 질주(MBC)
- 아이언 이글(MBC)
- 로빈 후드: 도둑들의 왕자(MBC) - 턱(마이클 골디)
- 애정의 조건2(MBC)
- 고스트 앤 다크니스(MBC)
- 어비스(MBC)
- 해리포터와 비밀의 방(SBS)
- 부귀열차(SBS)
- 천녀유혼(MBC)
- 파이트 클럽(MBC)
- 베니와 준(MBC)
- 더 팬(MBC)
- 미시시피 버닝(MBC)
- 아라비아의 로렌스 그 후의 이야기(MBC)
- 복제인간의 제국(MBC)
- 고스포드 파크(MBC)
- 리틀 킹(MBC)
- 게릴라(MBC)
- 12명의 성난 사람들(MBC) - 7번 배심원(토니 단자)
- 나쁜 녀석들(MBC) - 마커스 버넷(마틴 로런스)
- 어퓨굿맨(MBC)
- 내 사랑 악마(MBC)
- 토이즈(MBC)
- 정복자 펠레(MBC) - 에릭(비욘 그라나스)
- 라스트 모히칸(MBC)
- 플레드(MBC)
- 황비홍6(MBC)
- G.I 제인 (MBC)
- 에디(MBC)
- 블루 데블(MBC)
- 퀘스트(MBC)
- 피고인(MBC)
- 러시아워(MBC)
- 리전에어(MBC) - 매킨토시(니콜라스 파렐)
- 창공의 여왕(MBC)
- 붉은 가마(MBC)
- 파워 오브 원(MBC) - 권투장 관장(이안 로버츠)
- 컷스로트 아일랜드(MBC)
- 공포의 룸메이트(MBC)
- 광부의 딸(MBC)
- 결혼 만들기(MBC)
- 차이나 레이크 살인사건(MBC)
- 뱀파이어 해결사(MBC)
- 독고구검(MBC)
- 나 홀로 집에(MBC) - 거스(존 캔디) / 쟈니의 동료(마이클 귀도) / 전기 수리공(피터 시라구사)
- 나 홀로 집에2(MBC) - 리무진 운전사(마이클 골드핑거)
- 스크림(MBC)
- 비독(MBC) - 비독(제라르 드파르디외)
- 스트리트 파이터(MBC) - 바이슨(라울 줄리아)
- 모탈 컴뱃(MBC)
- 컵(MBC) - 게코 스님(오르그옌 토브기알)
- 콩고(MBC) - 피터(딜런 월시)
- 나니아 연대기: 새벽 출정호의 항해 - 퍼그(콜린 무디)
- 하우스 어레스트(SBS) - 네트(케빈 폴랙)
- 크림슨 타이드(MBC)
- 패트리어트 게임(MBC) - 그리어 국장(제임스 얼 존스)
- 프리잭(MBC)
- 공군대전략(MBC)
- 히틀러의 부활(MBC)
- 제8요일(SBS) - 아리(다니엘 오떼유)
- 007 살인면허(MBC) - 펠릭스 라이터(데이비드 헤디슨)
- 그들만의 리그(MBC)
- 라이징 선(MBC)
- 프리퀀시(SBS) - 프랭크(데니스 퀘이드)
- 에디 머피의 골든 차일드(MBC)
- 5번가의 비명(MBC) - 하인즈(존 터투로)
- 인자무적(MBC)
- 나이트워치(MBC)
- 크루얼 죠스(MBC) - 대그(리차드 듀)
- 도플갱어(MBC)
- 화이널 카운트(MBC) - 카를로스(리차드 노튼)
- 카피캣(MBC) - 데럴리(해리 코닉 주니어)
- 천사의 음모(MBC) - 해밀턴(댄 오헐리히)
- 꿈꾸는 도시(MBC) - 요요(스티븐 멘딜로)
- 한 여름 밤의 꿈(MBC) - 보툼(케빈 클라인)
- 마틸다(MBC) - 아빠(대니 드비토)
- 사랑은 다 괜찮아(MBC) - 제프(존 테니)
- 천국의 아이들(MBC) - 아버지(모하메드 아미르 나지)
- 할로윈 H20(MBC) - 로니(LL 쿨 J)
- 레이더스(MBC) - 살라(존 라이스-데이비스)
- 정이건의 영웅(MBC) - 본드 주(나가영)
- 레트로액티브(MBC) - 프랭크(제임스 벨루시)
- 로닌(MBC) - 샘(로버트 드 니로)
- 시크리트 웨폰(MBC) - 매트(게리 그라함)
- 코드명J(MBC) - J-본(아이스 티)
- 환영특공(MBC) - 송수(진소춘)
- 온리 유(MBC) - 조바니(조아큄 드 알메이다)
- 영 건2(MBC) - 가렛(윌리엄 피터슨)
- 스타트렉7(MBC) - 스카티(제임스 두한)
- 해커즈(MBC) - 로드니콘(로렌스 메이슨)
- 불멸의 연인(MBC) - 요한(제라드 오런)
- 베벌리힐스 캅(MBC) - 태거트(존 애쉬튼)
- 롱 키스 굿나잇(MBC) - 루크(데이비드 모스)
- 신비한 동물사전 - 헨리 주니어(조쉬 카우더리)
- 인디아나 존스: 최후의 성전(MBC) - 살라(존 리스데이비스)
- 아이큐(MBC) - 커트(루 자코비)
- 빅 대디(MBC) - 거지(스티브 부세미) / 필(엘런 코버트)
- 토마스 크라운 어페어(MBC) - 맥켄(데니스 리어리)
- 누가 로저 래빗을 모함했나(MBC) - 산티아노(리처드 르파멘티어) / 영화 감독(조엘 실버)
- 써든 데스(MBC) - 하키 해설원(마이크 랭)
- 악마의 4시(MBC) -  간수(루이스 메르시에)
- 내 이름은 브루스 2(SBS) - 슬림(J. 데이빗 뮐러) / 비의 부하(알렉산더 존스턴) / 사형 집행자(도널드 깁)
- 007 리빙 데이라이트(MBC) - 위태커(조 돈 베이커)
- 플래툰(MBC) - 택스(데이빗 네이도프)
- 파더스 데이(SBS) - 러스(찰스 라킷)
- 007 유어 아이스 온리(MBC) - 에른스타 스타브로 블로펠드(존 홀리스)
- 중화영웅(MBC) - 생노(임효봉)
- 중년의 함정(MBC) - 판사(제프 하옌가)
- 하늘과 땅(MBC) - 미군 헌병(티모시 카하트)
- 윈체스터 73(MBC) - 존(존 맥킨타이어)
- 베토벤(MBC) - 버논(스탠리 투치)
- 플래시드(MBC) - 행크(브렌단 글리슨)
- 딥 임팩트 (MBC) - 노튼(오닐 컴튼)
- 중안조 (MBC) - 진반장(성룡)
- 리오 - 나이젤
- K2(MBC)
- 여인의 향기(MBC)
- 블랙 라이온(MBC)

### 방송
- MBC 뉴스데스크(MBC)
- 돈이 보인다(SBS)
- 타임머신(MBC)
- 대단한 도전(MBC)
- 깜짝 동물나라(EBS)
- 브레인 서바이버(MBC)
- 잘먹고 잘사는법(SBS)
- 못말리는 폭소비디오(SBS)
- 공감 특별한 세상(MBC)
- 생방송 월화수목(MBC)
- 생생정보통(KBS)
- MBC 여성토론 위드(MBC)
- 시사토크 이슈를 말한다(MBC)
- 실화극장 죄와벌 (MBC) 51회 최도영의 거짓말 1부 해설

### 라디오
- 만화열전 - 감격시대(MBC) - 김두한
- 만화열전 - 삼국지(MBC) - 유비
- 다큐멘터리 드라마 격동 30년(MBC)
- 만화열전 - 열혈강호(MBC) - 한비광
- 만화열전 - 레드문(MBC) - 데스티도

### 외화
- 동양특급 로형사(MBC) - 새모 로(홍금보)
- 밴드 오브 브라더스(MBC) - 리처드 윈터스(데이미언 루이스)
- 미녀와 뱀파이어(MBC)
- 존 그리섬의 의뢰인(MBC)

### 인터넷
- 사이버 파이터 (세이캐스트) - 홍헌표

### 광고
- KCC
- 스카이라이프

### 게임
- 헤일로 리치 - 카터 S-253
- 리그 오브 레전드 - 드레이븐

### 예고
- 《MBC 스포츠》 (MBC)